# Giulietta e Romeo (Vaccai)
Giulietta e Romeo és una òpera en dos actes del compositor italià Nicola Vaccai, amb llibret de Felice Romani, basat en la tragèdia del mateix nom de Luigi Scevola i, en última instància, en el Romeu i Julieta de Shakespeare. Va ser estrenada en el Teatre de la Canobbiana de Milà el 31 d'octubre de 1825.

## Història
Encara que Vaccai va escriure altres nou òperes, aquesta va ser la més coneguda de totes en la seva època: va ser estrenada també a Barcelona el 26 de maig de 1827, a París l'11 de setembre de 1827, a Lisboa en la tardor de 1828, a Londres el 10 d'abril de 1832, i a Mèxic al juliol de 1841. Traduïda a l'alemany per l'editorial Kollmann, va ser representada en Graz el 12 d'octubre de 1833 i a Budapest el 31 de juliol de 1845.
En una representació de I Capuleti e i Montecchi de Vincenzo Bellini el 27 d'octubre de 1832, a Bolonya, a petició de María Malibrán, que interpretava el paper de Romeo, l'última escena de la cèlebre òpera belliniana va ser substituïda pel corresponent nombre de l'òpera de Vaccai. Aquesta substitució es va fer habitual durant la resta del segle xix, fins al punt d'arribar a imprimir-se, en les partitures de I Capuleti e i Montecchi, el final de Vaccai com a annex.